# Arrondissement di Arcahaie
L'arrondissement di Arcahaie è un arrondissement di Haiti facente parte del dipartimento dell'Ovest. Il capoluogo è Arcahaie.

## Geografia antropica

### Suddivisioni amministrative
L'arrondissement di Arcahaie comprende 2 comuni:
- Arcahaie
- Cabaret